# Saint-Ulphace
Saint-Ulphace est une commune française, située dans le département de la Sarthe en région Pays de la Loire, peuplée de 223 habitants.
Bien que située dans la région naturelle du Perche sarthois, la commune fait partie de la province historique du Maine.

## Géographie
Les communes limitrophes sont Théligny, Saint-Bomer, La Bazoche-Gouet, Gréez-sur-Roc et Authon-du-Perche.
| Théligny      | Saint-Bomer (Eure-et-Loir), Soizé (Eure-et-Loir) | Soizé (Eure-et-Loir)                           |
| Théligny      | Saint-Ulphace                                    | Soizé (Eure-et-Loir)                           |
| Gréez-sur-Roc | Gréez-sur-Roc                                    | La Bazoche-Gouet (Eure-et-Loir), Gréez-sur-Roc |

### Climat
Pour des articles plus généraux, voir Climat des Pays de la Loire et Climat de la Sarthe.
En 2010, le climat de la commune est de type climat océanique dégradé des plaines du Centre et du Nord, selon une étude du CNRS s'appuyant sur une série de données couvrant la période 1971-2000. En 2020, Météo-France publie une typologie des climats de la France métropolitaine dans laquelle la commune est exposée à un climat océanique altéré et est dans la région climatique  Moyenne vallée de la Loire, caractérisée par une bonne insolation (1 850 h/an) et un été peu pluvieux. 
Pour la période 1971-2000, la température annuelle moyenne est de 10,3 °C, avec une amplitude thermique annuelle de 14,5 °C. Le cumul annuel moyen de précipitations est de 751 mm, avec 12,3 jours de précipitations en janvier et 7,6 jours en juillet. Pour la période 1991-2020, la température moyenne annuelle observée sur la station météorologique de Météo-France la plus proche, sur la commune de Chapelle-Guillaume à 8 km à vol d'oiseau, est de 11,1 °C et le cumul annuel moyen de précipitations est de 758,2 mm,. Pour l'avenir, les paramètres climatiques de la commune estimés pour 2050 selon différents scénarios d'émission de gaz à effet de serre sont consultables sur un site dédié publié par Météo-France en novembre 2022.

## Urbanisme

### Typologie
Au 1er janvier 2024, Saint-Ulphace est catégorisée commune rurale à habitat dispersé, selon la nouvelle grille communale de densité à sept niveaux définie par l'Insee en 2022.
Elle est située hors unité urbaine. Par ailleurs la commune fait partie de l'aire d'attraction de La Ferté-Bernard, dont elle est une commune de la couronne,. Cette aire, qui regroupe 37 communes, est catégorisée dans les aires de moins de 50 000 habitants,.

### Occupation des sols
L'occupation des sols de la commune, telle qu'elle ressort de la base de données européenne d’occupation biophysique des sols Corine Land Cover (CLC), est marquée par l'importance des territoires agricoles (90 % en 2018), en diminution par rapport à 1990 (91,6 %). La répartition détaillée en 2018 est la suivante : 
terres arables (44,1 %), prairies (24,6 %), zones agricoles hétérogènes (21,2 %), forêts (8,5 %), zones urbanisées (1,6 %). L'évolution de l’occupation des sols de la commune et de ses infrastructures peut être observée sur les différentes représentations cartographiques du territoire : la carte de Cassini (XVIIIe siècle), la carte d'état-major (1820-1866) et les cartes ou photos aériennes de l'IGN pour la période actuelle (1950 à aujourd'hui).

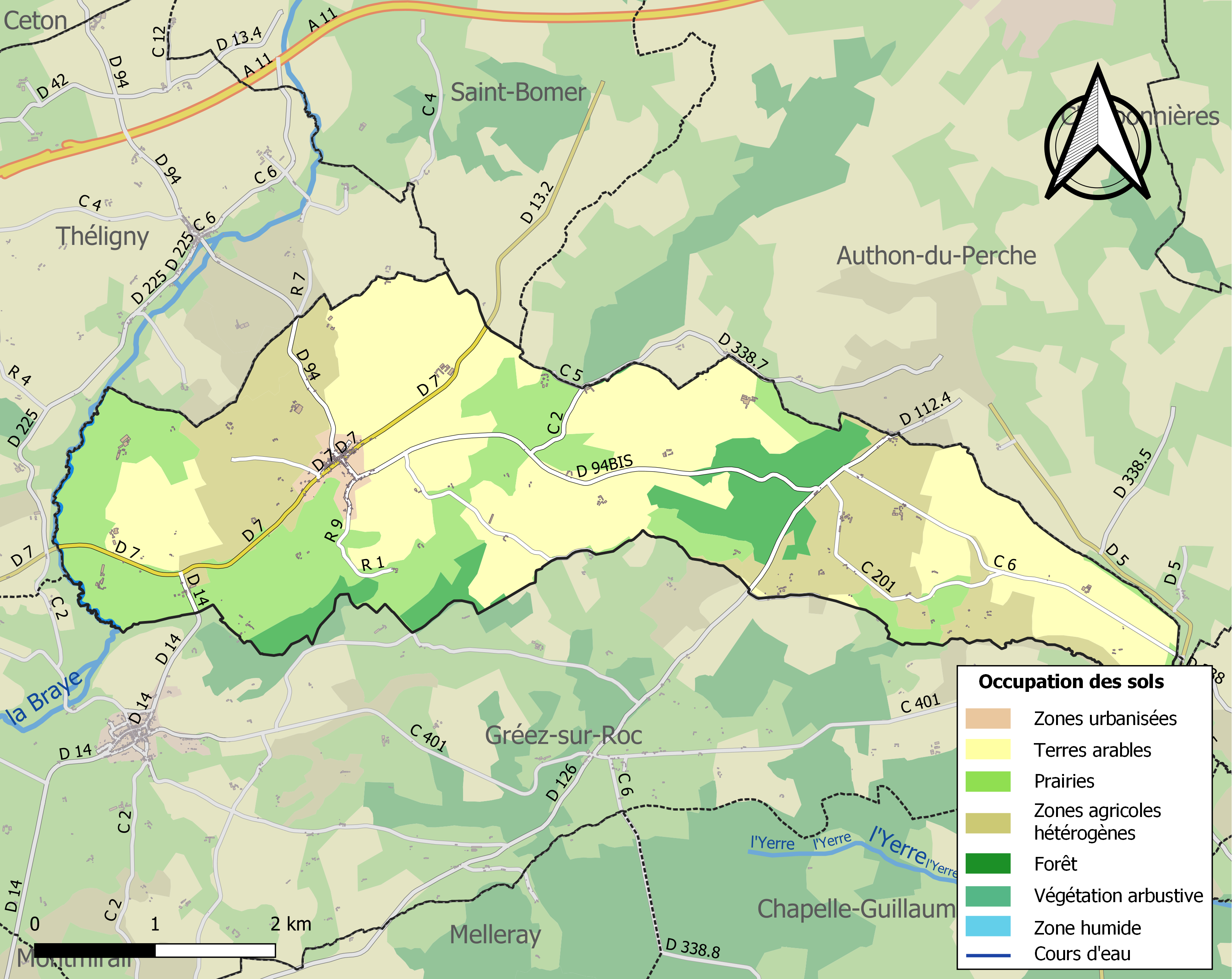
Carte des infrastructures et de l'occupation des sols de la commune en 2018 (CLC).

## Toponymie
Le nom de la localité est attesté sous la forme cella S. Ulfacii en 802,. La paroisse était dédiée un ermite du Ve siècle.
Le gentilé est Saint-Ulphacien.

## Politique et administration
| Période                                  | Période   | Identité        | Étiquette | Qualité    |
| ---------------------------------------- | --------- | --------------- | --------- | ---------- |
| 2015                                     | mars 2014 | Laurent Camus   | SE        | Commercial |
| mars 2014                                | mai 2020  | Alain Couturier | SE        | Retraité   |
| mai 2020                                 | En cours  | Thierry Guérin  | SE        | Artisan    |
| Les données manquantes sont à compléter. |           |                 |           |            |

Le conseil municipal est composé de onze membres dont le maire et deux adjoints.

## Démographie
L'évolution du nombre d'habitants est connue à travers les recensements de la population effectués dans la commune depuis 1793. Pour les communes de moins de 10 000 habitants, une enquête de recensement portant sur toute la population est réalisée tous les cinq ans, les populations de référence des années intermédiaires étant quant à elles estimées par interpolation ou extrapolation. Pour la commune, le premier recensement exhaustif entrant dans le cadre du nouveau dispositif a été réalisé en 2005.
En 2022, la commune comptait 223 habitants, en évolution de −2,19 % par rapport à 2016 (Sarthe : −0,25 %, France hors Mayotte : +2,11 %).
Saint-Ulphace a compté jusqu'à 981 habitants en 1831.
| 1793 | 1800 | 1806 | 1821 | 1831 | 1836 | 1841 | 1846 | 1851 |
| ---- | ---- | ---- | ---- | ---- | ---- | ---- | ---- | ---- |
| 779  | 817  | 840  | 864  | 981  | 970  | 950  | 924  | 908  |

| 1856 | 1861 | 1866 | 1872 | 1876 | 1881 | 1886 | 1891 | 1896 |
| ---- | ---- | ---- | ---- | ---- | ---- | ---- | ---- | ---- |
| 875  | 837  | 804  | 805  | 814  | 789  | 781  | 678  | 682  |

| 1901 | 1906 | 1911 | 1921 | 1926 | 1931 | 1936 | 1946 | 1954 |
| ---- | ---- | ---- | ---- | ---- | ---- | ---- | ---- | ---- |
| 702  | 669  | 640  | 571  | 542  | 522  | 537  | 477  | 467  |

| 1962 | 1968 | 1975 | 1982 | 1990 | 1999 | 2005 | 2006 | 2010 |
| ---- | ---- | ---- | ---- | ---- | ---- | ---- | ---- | ---- |
| 421  | 376  | 288  | 240  | 185  | 189  | 214  | 215  | 245  |

| 2015 | 2020 | 2022 | - | - | - | - | - | - |
| ---- | ---- | ---- | - | - | - | - | - | - |
| 231  | 223  | 223  | - | - | - | - | - | - |

## Lieux et monuments

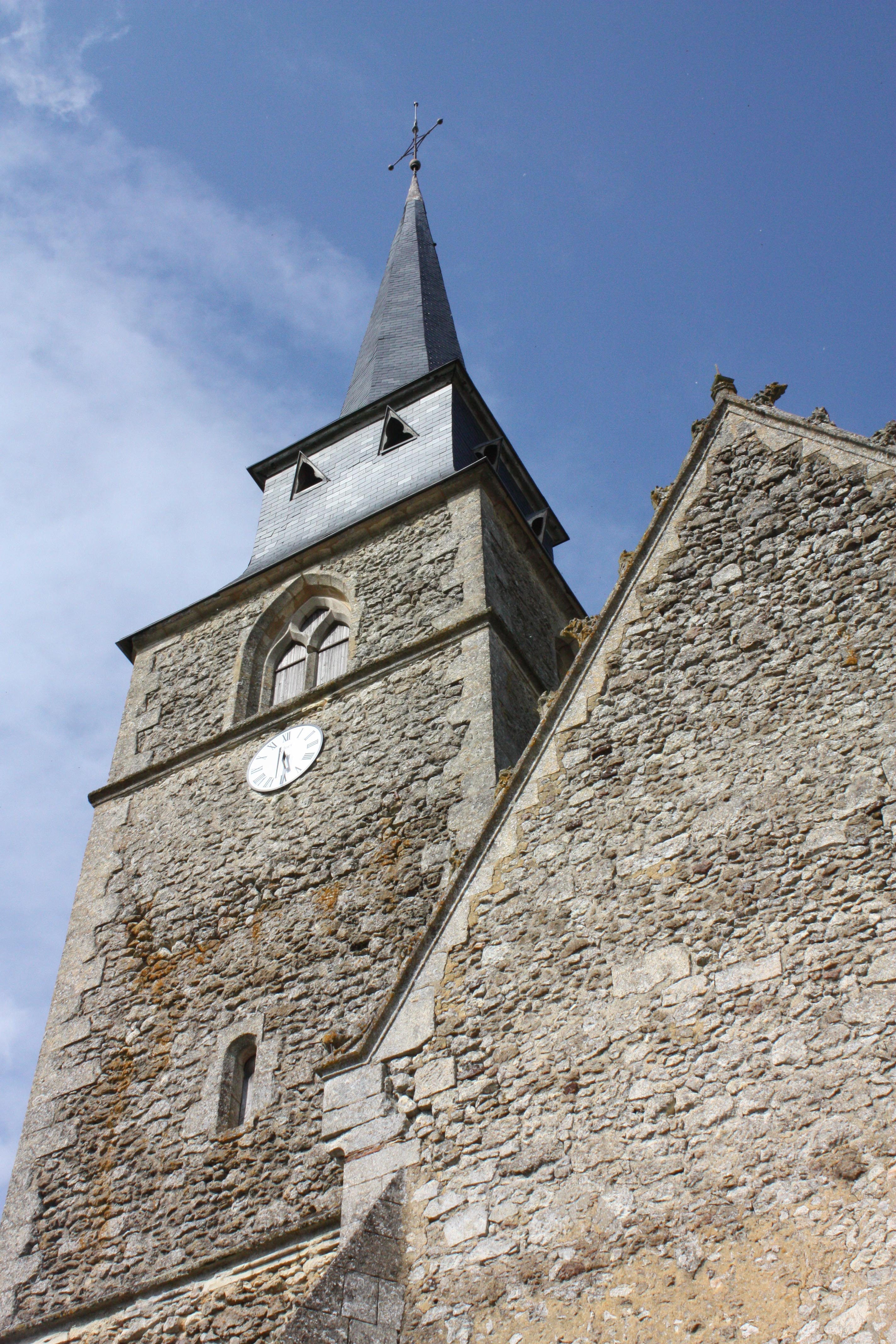
L'église Saint-Ulphace.

- Église Saint-Ulphace, du XVe siècle, classée au titre des monuments historiques depuis le 25 avril 2003[26]. Elle abrite des vitraux des XVe et XVIe siècles, un ensemble maître-autel-retable du XVIIe et une statue de sainte Anne et la Vierge du XVIe, œuvres classées à titre d'objets[27].
- Château de Gemasse, avec pigeonnier et chapelle, cette dernière sur le territoire de Gréez-sur-Roc.

## Activité, labels et manifestations

### Labels
La commune est une ville fleurie (deux fleurs) au concours des villes et villages fleuris.